# 大網仔路
大網仔路（英語：Tai Mong Tsai Road），是一條連接香港新界西貢墟沙角尾村至北潭涌的道路，並與普通道、西沙路、北潭路、西貢萬宜路與西貢西灣路連接。
大網仔路原為大浪灣公路，工程分為五部分興建，首段為沙角尾至大網仔，第二期由大網仔延伸至北潭涌，第三期由北潭涌延伸至萬宜灣，第四期由萬宜灣延伸至大浪西灣，最後由大浪西灣延至至大浪為止。1958年7月，大網仔路進行規劃。第一期於1959年6月完工。